# نادي أبها (سيدات)
نادي أبها لكرة القدم النسائي المعروف اختصاراً بسيدات أبها هو نادي كرة قدم سعودي محترف للسيدات تابع لنادي أبها. وينافس النادي حالياً في دوري الدرجة الأولى السعودي للسيدات.

## تاريخ
تأسس الفريق عام 2023 وانضم إلى دوري الدرجة الأولى السعودي للسيدات، وهو المستوى الثاني لكرة القدم النسائية في المملكة، لموسم 2023-24. وأوقعت القرعة الفريق في مجموعة المنطقة الغربية إلى جانب فرق الأمل، فينكس، العين، والحجاز.
استهل الزعيم موسمه بانتصار كبير. ونجح في احتلال المركز الثاني في مجموعته، ما أهله للمراحل النهائية، وضَمِن له، في أسوأ الأحوال، البقاء في دوري الدرجة الأولى.
في المرحلة النهائية، كان من المقرر أن يواجه أبها فريق البيرق. إلا أن المباراة أُلغيت بعد فشل البيرق في إشراك العدد الكافي من اللاعبات، ليُمنح أبها فوزًا اعتباريًا بنتيجة 3-0.
في مباراته الثانية، واجه أبها الفريق الذي توّج لاحقًا بالبطولة، وانتهت المباراة بالتعادل 1-1، ما أدى إلى إقصائه. وتأهل العُلا بفارق الأهداف، مستفيدًا من خوضه مواجهة أمام البيرق، على عكس أبها.

## اللاعبون والموظفون

### الفريق الحالي
ملاحظة: تشير الأعلام إلى المنتخب الوطني على النحو المحدد في قواعد الأهلية للفيفا. قد يحمل اللاعبون أكثر من جنسية واحدة غير تابعة للفيفا.
| الرقم | البلد    | المركز | اللاعب            |
| ----- | -------- | ------ | ----------------- |
| 1     | السعودية | حارس   | Samar Abdulaziz   |
| 3     | غينيا    | وسط    | Damaye Camara     |
| 4     | مصر      | مدافع  | إيمان حسن         |
| 5     | السعودية | مدافع  | Laren Sarhan      |
| 7     | السعودية | وسط    | Amirah Hazazi     |
| 8     | السعودية | مدافع  | Hanan Aziz        |
| 10    | تونس     | مهاجم  | مريم حويج         |
| 11    | السعودية | وسط    | Ghala Al-Qahtani  |
| 12    | السعودية | مدافع  | Ghala Al-Shahrani |

| الرقم | البلد    | المركز | اللاعب            |
| ----- | -------- | ------ | ----------------- |
| 13    | السعودية | مدافع  | Shrooq Futaini    |
| 14    | غينيا    | مهاجم  | Fanta Camara      |
| 18    | السعودية | وسط    | Samaher Al Salahi |
| 19    | السعودية | مدافع  | Lujain Al-Bishri  |
| 22    | السعودية | حارس   | Afrah Al-Rashidi  |
| 25    | السعودية | حارس   | Ghala Saad        |
| 27    | غينيا    | مدافع  | Mawa Traoré       |
| 29    | السعودية | وسط    | Sabah Al-Fayi     |
| 30    | السعودية | مدافع  | Danah Al-Tali     |

### طاقم التدريب
| موضع                  | اسم        |
| --------------------- | ---------- |
| المدرب الرئيسي        | فايزة حيدر |
| مساعدو المدربين       |            |
| مدرب حراس المرمى      |            |
| المدير الإداري        |            |
| مدير التوظيف          |            |
| أخصائي العلاج الطبيعي |            |
| محلل رئيسي            |            |
| طبيب النادي           |            |
| مدير المجموعة         |            |